# NGC 6151
NGC 6151 је група звезда у сазвежђу Рајска птица која се налази на NGC листи објеката дубоког неба.
Деклинација објекта је - 73° 15' 7" а ректасцензија 16h 38m 24,1s. Привидна величина (магнитуда) објекта NGC 6151 износи 14,3.